# Journey Through an Electric Tube
Albums de Mike Mainieri
Insight
(1967) White Elephant
(1972)
Journey Through an Electric Tube est un album du vibraphoniste de jazz américain Mike Mainieri sorti en 1968.

## Liste des titres
| No | Titre                          | Musique                      | Durée |
| -- | ------------------------------ | ---------------------------- | ----- |
| 1. | It's All Becoming So Clear Now | Mike Mainieri                | 5:21  |
| 2. | The Wind                       | Mike Mainieri / Sally Waring | 5:15  |
| 3. | Connecticut Air                | Sally Waring                 |       |
| 4. | We'll Speak Above the Roar     | Mike Mainieri                | 6:16  |
| 5. | The Bush                       | Mike Mainieri                | 2:54  |
| 6. | You Softly of My Life          | Mike Mainieri                | 4:45  |
| 7. | Yes, I'm the One               | Mike Mainieri / Sally Waring | 0:47  |
| 8. | Allow Your Mind to Wander      | Mike Mainieri                | 13:53 |